# Gundaraj
Gundaraj – bollywoodzki film akcji z 1995. W rolach głównych Ajay Devgan, Amrish Puri i Kajol. Reżyseria – Guddu Dhanoa, autor Hawa, Bichhoo. To historia mężczyzny, który niewinnie skazany po wyjściu z więzienia przejmuje wymierzanie prawa w swoje ręce.

## Fabuła
Mumbaj. Ajay Chauvan (Ajay Devgan), duma swojego ojca, radość życia młodszej siostry troszczy się o starzejących się rodziców, głowi nad sposobem zebrania pieniędzy na posag dla siostry. Jednocześnie ma nadzieję, że wkrótce będzie go stać na poślubienie ukochanej Pooji. Na razie dorabia tańcząc w lokalu i bijąc się na ringu. Gdy wreszcie udaje mu się znaleźć pracę godną jego kwalifikacji, szczęśliwy dziękuje Bogu za pomoc. Chwilę później zostaje aresztowany i oskarżony o udział w gwałcie. Daremnie bity brutalnie przez policję krzyczy o swej niewinności. W czasie procesu zdumiony słucha zeznań świadczących przeciwko niemu. Zostaje skazany na 7 lat. Gdy wychodzi po 4 latach, obiecuje, że nigdy więcej tu nie wróci... niewinnie. Chcąc udowodnić swoją niewinność zaczyna szukać sprawców gwałtu. Pomaga mu w tym pisząca o jego sprawie artykuł dziennikarka Ritu (Kajol)...

## Obsada
- Ajay Devgan jako Ajay Chauvan
- Amrish Puri jako inspektor policji
- Kajol jako Ritu
- G. Asrani jako Gopal
- Mohan Joshi jako Raj Bahadur
- Sharat Saxena jako Dhika
- Anjali Jathar jako Pooja
- Usha Nadkarni jako Parvati Chauhan
- Achyut Potdar jako Chauhan
- Sulabha Arya jako kierująca college’em Pratika Jetley
- Mohnish Bahl jako Monia
- Shashi Sharma

## Muzyka i piosenki
Muzykę do filmu skomponował Anu Malik, twórca muzyki do takich filmów jak: Akele Hum Akele Tum, Chaahat, Ishq, Hulchul, Border, China Gate, Refugee, Fiza, Asoka Wielki, Aks, LOC Kargil, Tamanna, Kalyug, Ishq Vishk, Murder, Fida, No Entry, Humko Deewana Kar Gaye, Zakochać się jeszcze raz, Umrao Jaan, Mission Istanbul czy Paap. Nagroda Filmfare za Najlepszą Muzykę za Baazigar i Jestem przy tobie.
1. „Na Jaane Ek Nigah Mein Kya Le”
2. „Mujhe Tumse Mohabbat”
3. „Aankhon Mein Basakar”
4. „We Are Bad Boys”
5. „Dhadke Dhadke Mera Dil”
6. „Chamke Dhoop Judai Ki”
7. „I Love You”